# Скоган, Эльза
Э́льза Ско́ган (норв. Else Skogan; род. 13 сентября 1963) — норвежская кёрлингистка.
В составе женской сборной Норвегии участник чемпионата мира 1985 (заняли седьмое место). Чемпионка Норвегии среди женщин и среди смешанных команд.
Играла на позиции первого.

## Достижения
- Чемпионат Норвегии по кёрлингу среди женщин: золото (1985)[3].
- Чемпионат Норвегии по кёрлингу среди смешанных команд: золото (2000).

## Команды
| Сезон                                          | Четвёртый    | Третий       | Второй              | Первый       | Турниры                      |
| ---------------------------------------------- | ------------ | ------------ | ------------------- | ------------ | ---------------------------- |
| 1984—85                                        | Ева Ванвик   | Осе Ванвик   | Альфхильд Фугельмо  | Эльза Скоган | ЧНЖ 1985 · ЧМ 1985 (7 место) |
| Кёрлинг среди смешанных команд (mixed curling) |              |              |                     |              |                              |
| 1999—00                                        | Stig Høiberg | Grethe Wolan | Christian Jørgensen | Эльза Скоган | ЧНСК 2000                    |

(скипы выделены полужирным шрифтом)